# Януш Пицяк-Пецяк
Януш Жерар Пицяк-Пецяк (нар. 9 лютого 1949, Варшава) — польський сучасний п'ятиборець, олімпійський чемпіон в Монреалі 1976 року, чемпіон світу.

## Біографія
Тричі брав участь у Олімпійських іграх. Після невдалого старту в Мюнхені в 1972 році на наступних Олімпійських іграх в Монреалі 1976 року завоював золоту медаль в індивідуально. Команда з Пицяком-Пецяком, Збігнєвом Пацельтем і Кшиштофом Трибусевичем зайняла четверте місце. Під час Ігор у Москві 1980 зайняв 6-е місце індивідуально, а команда з його участю (разом з Мареком Баяном та Яном Олесінським) посіла четверте місце. На Ігри у Лос-Анджелесі 1984 він не поїхав в результаті бойкоту конкурсу з боку польської влади (проти чого, як один з небагатьох, публічно протестував).
Також був дворазовим індивідуальним чемпіоном світу (в 1977 і 1981 роках) і дворазовим чемпіоном (1978 і 1979). В команді виграв чемпіонат світу тричі (у 1977, 1978 та 1981 роках).
Вісім разів виграв чемпіонат Польщі: у 1974, 1975, 1976, 1977, 1980, 1981, 1982 та 1983 роках.
Неодноразово обирався до десятки найкращих польських спортсменів у Спортивному оглядовому плебісциті. Двічі зайняв перше місце: у 1977 і 1981 роках, а також був другим (1978 р.) і двічі четвертим (1976 і 1979 рр.).
З 1985 року проживає у Сполучених Штатах, де є тренером в сухопутніх військах США.
У 2005 році був членом Почесного комітету з підтримки Леха Качинського на президентських виборах.